# Маломир (Шуменська область)
Маломи́р (болг. Маломир) — село в Шуменській області Болгарії. Входить до складу общини Вирбиця.

## Населення
За даними перепису населення 2011 року у селі проживали 489 осіб.
Національний склад населення села:
| Національність   | Кількість осіб | Відсоток |
| ---------------- | -------------- | -------- |
| турки            | 68             | 16,4%    |
| болгари          | 53             | 12,8%    |
| цигани           | 13             | 3,1%     |
| Всього відповіли | 415            |          |

Розподіл населення за віком у 2011 році:
Динаміка населення: